# Александер Рюстов
Александер Рюстов (на немски: Alexander Rüstow) е германски социолог и икономист.
Роден е на 8 април 1885 година във Висбаден. През 1908 година завършва философия в Ерлангенския университет, участва в Първата световна война. Участва в Ноемврийската революция и последвалата я национализация на въгледобива в Рурската област, но е разочарован от социализма и от 1924 година работи в Съюза на германските машиностроители. През 1933 година емигрира в Турция, където преподава стопанска география и история в Истанбулския университет. През 1949 – 1956 година преподава в Хайделбергския университет и е един от идеолозите на ордолиберализма и социалното пазарно стопанство.
Александер Рюстов умира на 30 юни 1963 година в Хайделберг.